# Giro dell'Appennino 1956
Il Giro dell'Appennino 1956, diciassettesima edizione della corsa, si svolse il 23 settembre 1956, su un percorso di 232 km. La vittoria fu appannaggio dell'italiano Cleto Maule, che completò il percorso in 6h30'00", precedendo i connazionali Bruno Monti e Giuseppe Buratti.
I corridori che partirono furono 49, mentre coloro che tagliarono il traguardo di Pontedecimo furono 31.

## Ordine d'arrivo (Top 10)
| Pos. | Corridore           | Squadra         | Tempo    |
| ---- | ------------------- | --------------- | -------- |
| 1    | Cleto Maule         | Torpado         | 6h30'00" |
| 2    | Bruno Monti         | Atala           | s.t.     |
| 3    | Giuseppe Buratti    | Leo-Chlorodont  | s.t.     |
| 4    | Adriano Zamboni     | Torpado         | a 28"    |
| 5    | Giuseppe Calvi      | Lygie           | s.t.     |
| 6    | Gilberto dall'Agata | Torpado         | s.t.     |
| 7    | Giuliano Michelon   | Bianchi-Pirelli | s.t.     |
| 8    | Giovanni Pettinati  | Bianchi-Pirelli | s.t.     |
| 9    | Adolfo Grosso       | Atala           | s.t.     |
| 10   | Walter Serena       | Leo-Chlorodont  | s.t.     |